# Sequester
Sequester (с англ. — «Секвестр») — канадский хэви-метал-проект, созданный Райаном Боком в 2005 году. Райан Бок остаётся единственным участником, пишущим и исполняющим весь материал до сих пор.

## Характеристики
Музыка черпает вдохновение из различных жанров, таких как прогрессивный и психоделический рок, традиционный английский и шотландский фолк, гранж, альтернативный рок, блюз, джаз и классика. Общие лирические темы включают фэнтези, историю, фольклор, мифологию, человеческую природу и духовность; они поются чистым голосом, но часто с трэшевыми, более агрессивными обертонами. Песни обычно полифонические, длинные по продолжительности из-за сложной структуры и аранжировки и часто содержат гармонизированные вокальные и гитарные слои.
Дизайн обложек
Логотип Sequester был разработан Андре Гийеметтом, канадским графическим дизайнером, известным по работе с Savage Circus и Dark Empire.
- Visions of the Erlking, Winter Shadows и Shaping Life and Soul представлены цифровыми работами Райана Бока.
- Nameless One нарисован американским художником Джонатаном Эллиоттом.
- Ancestry нарисована подругой и соседкой Райана Рэйчел Джексон.

## Дискография
- Visions of the Erlking (Demo) – 2007
- Winter Shadows – 2008
- Nameless One (EP) – 2009
- Shaping Life and Soul – 2011
- Ancestry (EP) – 2012
- Missing Image – 2014
- Hermit – 2018